# NGC 534
NGC 534 este o galaxie lenticulară situată în constelația Sculptorul. A fost descoperită în 23 octombrie 1835 de către John Herschel.